# István Kudriczy
István Kudriczy, madžarski feldmaršal, * 1896, † 1969.